# Nhiễm ký sinh trùng Giardia
Nhiễm ký sinh trùng Giardia, thường được gọi là sốt hải ly, là một bệnh ký sinh trùng do Giardia lamblia gây ra. Khoảng 10% những người bị nhiễm không có triệu chứng. Khi các triệu chứng xảy ra, chúng có thể bao gồm tiêu chảy, đau bụng và giảm cân. Các triệu chứng khác như nôn, máu trong phân và sốt ít gặp hơn. Các triệu chứng thường bắt đầu từ 1 đến 3 tuần sau khi tiếp xúc và không cần điều trị có thể kéo dài đến sáu tuần.
Giardia thường lây lan khi u nang Giardia lamblia trong phân làm ô nhiễm thực phẩm hoặc nước sau đó ăn hoặc uống. Nó cũng có thể lây lan giữa người và từ các động vật khác. Các yếu tố rủi ro bao gồm du lịch ở các nước đang phát triển, thay tã, ăn thức ăn mà không nấu nó và sở hữu một con chó. U nang có thể tồn tại gần ba tháng trong nước lạnh. Chẩn đoán bệnh bằng cách thông qua xét nghiệm phân.
Phòng ngừa bệnh thường là bằng cách cải thiện vệ sinh. Những người không có triệu chứng thường không cần điều trị. Khi các triệu chứng hiện diện điều trị thường là với tinidazole hoặc metronidazole. Những người chưa dung nạp đường sữa có thể trở nên tạm thời sau khi bị nhiễm trùng và do đó thường nên tránh dùng sữa trong vài tuần. Kháng thuốc điều trị có thể xảy ra. Giardia là một trong những bệnh ký sinh trùng phổ biến nhất ở người trên toàn cầu. Trong năm 2013, có khoảng 280 triệu người trên toàn thế giới mắc bệnh giardia có triệu chứng. Tỷ lệ cao tới 7% ở các nước phát triển và 30% ở các nước đang phát triển. Tổ chức Y tế Thế giới đã phân loại nó là một bệnh bị bỏ quên.